# NK Lokomotiva Rijeka
 Nogometni klub Lokomotiva Rijeka hrvatski je nogometni klub iz Rijeke. Trenutačno se natječe u 4. NL NS Rijeka.

## Vanjske poveznice
- Službena web-stranica
- Profil, HNS Semafor